# Hugo Gavino Salazar
Hugo Gavino Salazar (Huancayo, 1949 - Huancayo, 14 de enero del 2022) fue un atleta y educador peruano. Fue un destacado fondista que llegó a ganar el campeonato nacional.  En 1975 obtuvo los campeonatos nacionales en las carreras de 5,000 y 10,000 metros marcando récords. Asimismo, ganó las tres primeras ediciones de la Marathón de los Andes entre 1984 y 1986.
Nació en Huancayo en 1949. Cursó sus estudios primarios en la Institución Educativa N° 531 y los secundarios en la Institución Educativa Mariscal Castilla, ambos de su ciudad natal. Siguió la carrera de Educación Física en el Instituto Superior Pedagógico Teodoro Peñaloza de Chupaca y en la Universidad Nacional de Educación Enrique Guzmán y Valle Falleció el 14 de enero del 2022 en la ciudad de Huancayo. Desde entonces ejerció la docencia en la ciudad de Huancayo en los colegios "9 de Julio", "Nuestra Señora del Rosario" y "Santa María Reyna" así como en el Instituto Teodoro Peñaloza además de trabajar en la Dirección Regional de Educación del Gobierno Regional de Junín.
Entre 1967 y 1990 ejerció el atletismo logrando obtener el campeonato nacional en 1975 además de fijar récords nacionales. Asimismo logró ganar la Marathon de los Andes en sus tres primeras ediciones entre 1984 y 1986. Fue integrante del comando técnico del seleccionado peruano de atletismo y presidente de la Liga de Atletismo de Huancayo. También ejerció la política llegando a ser elegido como regidor de la Municipalidad Provincial de Huancayo.
Falleció en Huancayo el 14 de enero del 2022.